# Micha Werner
Micha Holm Werner (* 1968) ist ein deutscher Philosoph.

## Leben
Er studierte Philosophie, Soziologie und Literatur in München (Hochschule für Philosophie und Universität München) und an der FU Berlin. 2001 promovierte er an der FU Berlin in Philosophie mit einer Dissertation über Diskursethik. Von 2002 bis 2007 war er Leiter des Interdisziplinären Ethikzentrums in Freiburg. Danach lehrte er als Universitätsdozent für Praktische Philosophie an der Universität Utrecht. Seit 2012 hat er den Lehrstuhl für Philosophie mit dem Schwerpunkt praktische Philosophie an der Universität Greifswald inne. Er ist Prodekan der Philosophischen Fakultät und wurde 2015 für zwei Jahre zum Prorektor der Universität Greifswald gewählt.
Seine Forschungsschwerpunkte sind normative Ethik und Metaethik mit Schwerpunkt Konstruktivismus, Methoden der angewandten Ethik, Theorien der Verantwortung, spezifische Aspekte der Bioethik (Krankheitskonzept, Ethik der öffentlichen Gesundheit) und Ethik der Handelskommunikation.

## Schriften (Auswahl)
- „Anwendungsprobleme“ in der normativen Ethik? Vorbereitende Bemerkungen im Hinblick auf die Anwendungskontroverse in der Diskursethik. St. Gallen 1999, ISBN 3-906548-92-9.
- Diskursethik als Maximenethik. Von der Prinzipienbegründung zur Handlungsorientierung. Würzburg 2003, ISBN 3-8260-2444-3.
- als Herausgeber mit Jens Peter Brune und Robert Stern: Transcendental arguments in moral theory. Berlin 2017, ISBN 3-11-046980-4.
- als Herausgeber mit Anna Henkel, Isolde Karle und Gesa Lindemann: Sorget nicht – Kritik der Sorge. Dimensionen der Sorge. Baden-Baden 2019, ISBN 3-8487-4691-3.